# Tatjana Kazankina
Tatjana Vasiljevna Kazankina (Russisch: Татьяна Васильевна Казанкина) (Petrovsk (oblast Saratov), 17 december 1951) is een Russische voormalige middellangeafstandsloopster, die was gespecialiseerd in de 800 m en de 1500 m. Tijdens haar atletiekloopbaan kwam zij uit voor de Sovjet-Unie. Ze werd driemaal olympisch kampioene, meervoudig Sovjet-kampioene en verbeterde zevenmaal een wereldrecord. Met haar PR's op de 800 m en de 1500 m behoort ze nog altijd tot de snelste vrouwen ter wereld op deze afstanden.

## Loopbaan
Een maand voor de Olympische Spelen van 1976 in Montreal was Tatjana Kazankina de eerste vrouw die de 1500 m binnen de vier minuten liep. Ze verbeterde op 28 juni 1976 het wereldrecord, dat in handen was van Ljoedmila Bragina, met 5,4 seconden tot 3.56,0. Op de Spelen won ze een gouden medaille op de 800 m. Met een tijd van 1.54,94 versloeg ze de Bulgaarse Nikolina Shtereva (zilver; 1.55,42) en Elfi Zinn (1.55,60). Ook won ze goud op de 1500 m door de Oost-Duitse atletes Gunhild Hoffmeister (zilver) en Ulrike Klapezynski (brons) te verslaan.
Op de Olympische Spelen van 1980 in Moskou prolongeerde Kazankina haar olympische titel op de 1500 m. Ditmaal versloeg ze de Oost-Duitse Brigitte Wujak (zilver) en haar landgenote Tatjana Skatsjko.
Haar sportcarrière kwam abrupt ten einde, toen Tatjana Kazankina na een 5000 m wedstrijd in Parijs weigerde een dopingtest te ondergaan. In september 1984 werd ze voor achttien maanden geschorst. Wegens haar prestaties werd ze onderscheiden met de Orde van de rode vlag van arbeid en Master of Sports. In haar actieve tijd was ze aangesloten bij VSS Boerevestnik.
Naast haar sportprestaties geniet Kazankina ook bekendheid wegens haar wetenschappelijk werk. Ze studeerde in 1975 af aan de economische faculteit van de Staatsuniversiteit van Leningrad. Ze schreef meer dan twintig wetenschappelijke werken. In 2004 woonde ze in Sint-Petersburg en werkte in Rusland bij de Staatscommissie voor Lichaamscultuur en Toerisme.

## Titels
- Olympisch kampioene 800 m - 1976
- Olympisch kampioene 1500 m - 1976, 1980
- Europees indoorkampioene 1500 m - 1975
- Sovjet-kampioene 1500 m - 1975, 1976, 1977

## Persoonlijke records
| Onderdeel | Prestatie           | Datum            | Plaats    |
| --------- | ------------------- | ---------------- | --------- |
| 800 m     | 1.54,94             | 26 juli 1976     | Montreal  |
| 1500 m    | 3.52,47 (ex-ER; NR) | 13 augustus 1980 | Zürich    |
| 2000 m    | 5.28,72             | 4 augustus 1984  | Moskou    |
| 3000 m    | 8.22,62             | 26 augustus 1984 | Leningrad |

## Wereldrecords
| Afstand   | Tijd    | Datum      | Plaats    |
| --------- | ------- | ---------- | --------- |
| 800 m     | 1.54,94 | 26.07.1976 | Montreal  |
| 1500 m    | 3.56,0  | 28.06.1976 | Podolsk   |
| 1500 m    | 3.55,0  | 06.07.1980 | Moskou    |
| 1500 m    | 3.52,47 | 13.08.1980 | Zürich    |
| 2000 m    | 5.28,72 | 04.08.1984 | Moskou    |
| 3000 m    | 8.22,62 | 26.08.1984 | Leningrad |
| 4 x 800 m | 7.52,4  | 16.08.1976 |           |

## Palmares

### 800 m
- 1976:  OS - 1.54,94
- 1977:  Universiade - 1.58,6

### 1500 m
- 1975:  EK indoor - 4.14,8
- 1975:  Europacup - 4.08,9
- 1976:  OS - 4.05,48
- 1977:  Europacup - 4.04,35
- 1977:  Wereldbeker - 4.12,74
- 1980:  OS - 3.56,56

### 3000 m
- 1983:  WK - 8.35,13
- 1983:  Europacup - 8.49,27
- 1984:  Vriendschapsspelen - 8.33,01

### veldlopen
- 1976:  WK veldlopen (lange afstand) - 16.39
- 1978: 19e WK veldlopen (lange afstand) - 17.43,00

1928: Lina Radke ·
1960: Ljoedmila Sjevtsova ·
1964: Ann Packer ·
1968: Madeline Manning ·
1972: Hildegard Falck ·
1976: Tatjana Kazankina ·
1980: Nadezjda Olizarenko ·
1984: Doina Melinte ·
1988: Sigrun Wodars ·
1992: Ellen van Langen ·
1996: Svetlana Masterkova ·
2000: Maria Mutola ·
2004: Kelly Holmes ·
2008: Pamela Jelimo ·
2012: Caster Semenya ·
2016: Caster Semenya ·
2020: Athing Mu ·
2024: Keely Hodgkinson
1972: Ljoedmila Bragina ·
1976: Tatjana Kazankina ·
1980: Tatjana Kazankina ·
1984: Gabriella Dorio ·
1988: Paula Ivan ·
1992: Hassiba Boulmerka ·
1996: Svetlana Masterkova ·
2000: Nouria Mérah-Benida ·
2004: Kelly Holmes ·
2008: Nancy Langat ·
2012: Maryam Jamal ·
2016: Faith Kipyegon ·
2020: Faith Kipyegon ·
2024: Faith Kipyegon